# Ceradenia margaritata
Ceradenia margaritata là một loài dương xỉ trong họ Polypodiaceae. Loài này được A.R. Sm. L.E. Bishop mô tả khoa học đầu tiên năm 1988.